# Virginia Slims of New Orleans 1987
Virginia Slims of New Orleans 1987 — жіночий тенісний турнір, що проходив на закритих кортах з килимовим покриттям у Новому Орлеані (США). Належав до Світової чемпіонської серії Вірджинії Слімс 1987. Турнір відбувся вчетверте і тривав з 28 вересня до 4 жовтня 1987 року. Перша сіяна Кріс Еверт здобула титул в одиночному розряді, свій другий на цьому турнірі після 1985 року, й отримала за це 30 тис. доларів США.

## Фінальна частина

### Одиночний розряд
Кріс Еверт —  Лорі Макніл 6–3, 7–5
- Для Еверт це був 5-й титул в одиночному розряді за сезон і 153-й — за кар'єру.

### Парний розряд
Зіна Гаррісон /  Лорі Макніл —  Пінат Луї-Harper /  Хетер Ладлофф 6–3, 6–3